# NGC 907
NGC 907 è una galassia a spirale barrata situata nella costellazione della Balena, a una distanza di circa 70 milioni di anni luce dalla nostra Via Lattea.

## Scoperta
La galassia è stata scoperta il 20 ottobre 1784 dall'astronomo britannico di origine tedesca William Herschel.

## Descrizione
NGC 907 ha una classe di luminosità IV-V e presenta una larga riga a 21 cm dell'idrogeno neutro.
Nella galassia sono presenti anche regioni di idrogeno ionizzato.

## Gruppo di NGC 908

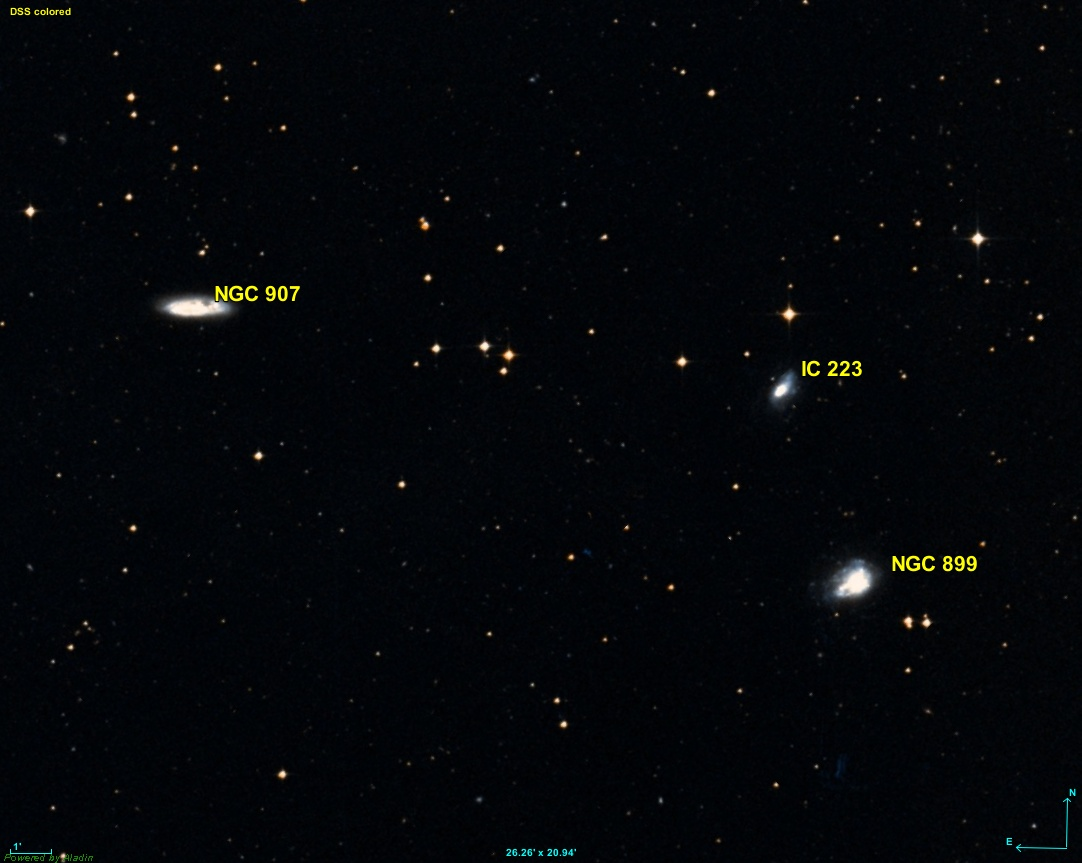
NGC 899, NGC 907 e IC 223 formano un trio di galassie interagenti.

Con NGC 899 e IC 223, NGC 907 forma un trio di galassie interagenti.
NGC 907 fa anche parte di un gruppo di galassie, il Gruppo di NGC 908, che comprende almeno otto galassie. Le altre sette galassie descritte nello studio di Garcia pubblicato nel 1993 sono: NGC 899, NGC 908, IC 223, PGC 866, ESO 544-30, ESO 545-2 e ESO 545-16.